# ロンドン・ミッドランド・アンド・スコティッシュ鉄道

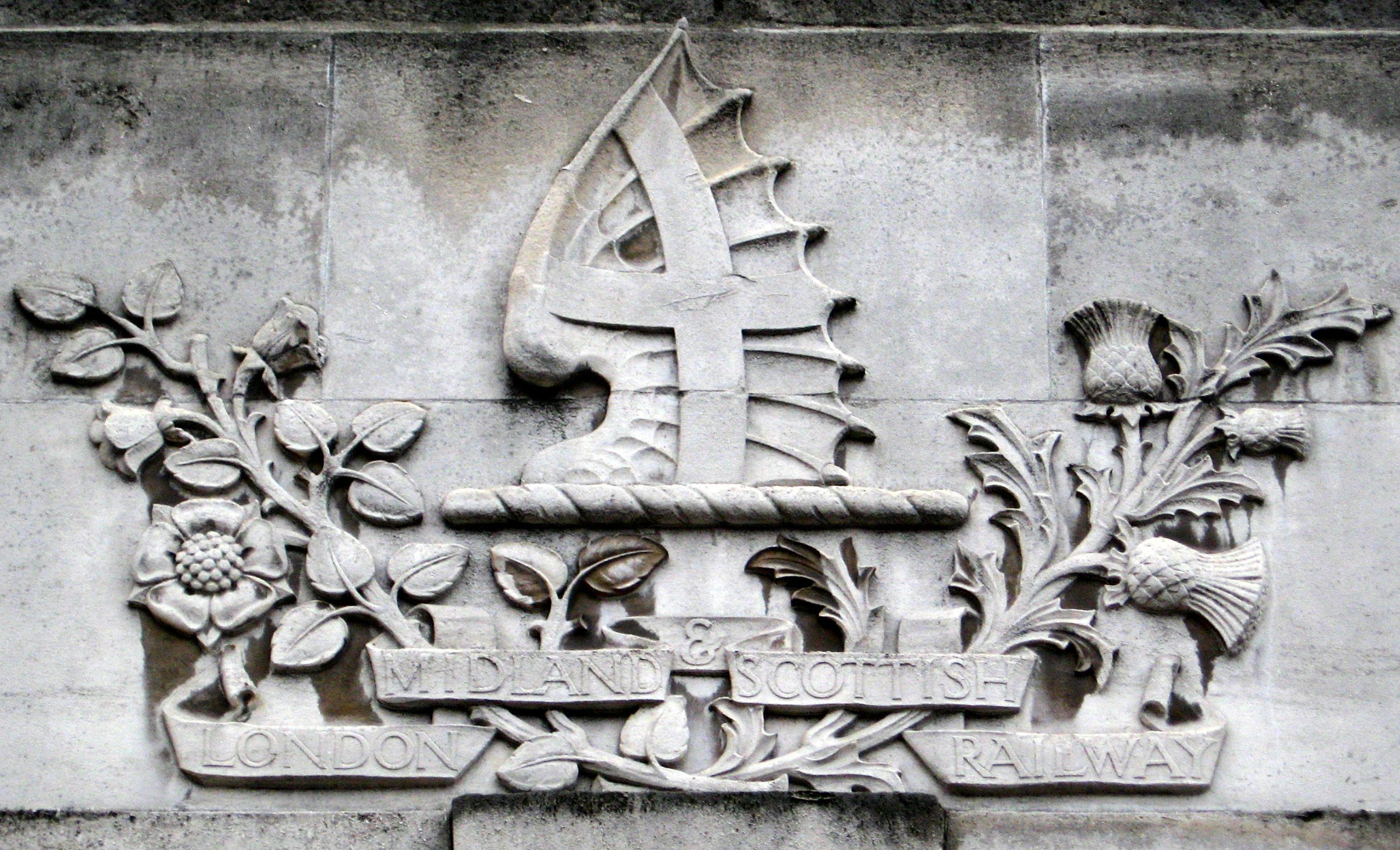
LMS の紋章。リーズ駅の石細工。

ロンドン・ミッドランド・アンド・スコティッシュ鉄道 (ロンドン・ミッドランド・アンド・スコティッシュてつどう、London, Midland and Scottish Railway, LMS) は、イギリスにかつて存在した鉄道会社である。1921年鉄道法 (Railways Act 1921) による 300 あった鉄道会社を強制的に 4 つにするグループ化の一環として1923年1月1日に合併により成立した。世界最大の株式会社、世界最大の最大運輸組織、ヨーロッパ最大の企業体を自称し、最大のホテルチェーンを包含しているといわれた。1938年、LMS は総延長 6,870 マイル (11,056 キロメートル) の鉄道 (北アイルランドの路線を除く) を運用していたが、収益率は 2.7% に過ぎなかった。イギリスの他の鉄道とともに、LMS は1948年に国有化された。

## 前身
合併により LMS を構成した主な企業は以下のとおりである。
- カレドニアン鉄道 (Caledonian Railway) 1114.4 マイル (1793.5 キロメートル)
- ファーネス鉄道 (Furness Railway) 158 マイル (254キロメートル)
- グラスゴー・アンド・サウスウェスタン鉄道 (Glasgow and South Western Railway) 498.5 マイル (802.3キロメートル)
- ハイランド鉄道 (Highland Railway) 506 マイル (814キロメートル)
- ロンドン・アンド・ノース・ウェスタン鉄道 (London and North Western Railway、1922年1月1日に合併したランカシャー・アンド・ヨークシャー鉄道 (Lancashire and Yorkshire Railway) を含む) 2667.5 マイル (4292.9キロメートル)
- ミッドランド鉄道 (Midland Railway)  2170.75 マイル (3493.5キロメートル)
- ノース・スタッフォードシャー鉄道 (North Staffordshire Railway)  220.75 マイル (355.3キロメートル)

この他に、上記の鉄道が賃借または運行する 24 の子会社があり、さらに多くの合弁鉄道（これにはイギリス最大の合弁鉄道であるミッドランド・アンド・グレート・ノーザン (Midland & Great Northern) が含まれる）、果ては最も有名なサマセット・アンド・ドーセット (Somerset and Dorset) があった。アイルランドには以下の三鉄道があった。
- ダンダルク・ニューリー・アンド・グリーノア鉄道 (en:Dundalk, Newry and Greenore Railway) 26.5 マイル (42.6キロメートル)
- ノーザン・カウンティーズ委員会 (Northern Counties Committee) 265.25 マイル (426.9キロメートル)
- ジョイント・ミッドランド・アンド・グレートノーザン・オブ・アイルランド鉄道 (Joint Midland and Great Northern of Ireland Railway) 91 マイル (146キロメートル)、アイルランドの資産を含む

上記の殆どは、後の北アイルランドで運行されていた。
1923年の時点での LMS の総延長は 7790 マイル (12,537キロメートル)であった。
LMS を構成した鉄道の完全なリストは List of constituents of the LMS を参照。

## 地理
LMS の主要幹線はウェスト・コースト本線及びミッドランド本線であり、ロンドン、ミッドランドの工業地帯、イングランド北西部、スコットランドを結んでいた。
LMS は主要工業中心地間の貨物輸送を収入の柱としていた。特に注目に値するのはトートン (Toton) - ブレント (Brent) 間の石炭列車で、ノッティンガムシャー炭鉱 (Nottinghamshire coalfield) で産出した石炭をロンドンに運んでいた。

## 歴史

### 初期
設立当初、LMS は二大構成企業であると同時にかつての熾烈な競争相手でもあるミッドランド鉄道とロンドン・アンド・ノースウェスタン鉄道の間の抗争に明け暮れていた。どちらも自社のやりかたが唯一の正しい方法だと信じていたためである。旅客機関車や客車の塗色へのクリムゾンレーキの採用といったミッドランド方式の採用を通じて、ミッドランドが徐々に優勢となっていた。その最たるものはミッドランド鉄道のスモールエンジンポリシー (Midland Railway's small engine policy) の継続であろう。

### スタニアーによる改革
1933年、ジョシア・スタンプ (Josiah Stamp) がグレート・ウェスタン鉄道から新任の機械技師長に迎えたウィリアム・スタニアー (William Stanier) は、LMS の変革を先導した。スタニアーは内部抗争を続けるのではなく、新しいアイディアを導入していった。

### 国有化
戦時輸送により疲弊した LMS は1947年輸送法 (Transport Act 1947) により1948年に国有化され、イギリス国鉄のロンドン・ミッドランド鉄道局ならびにスコットランド鉄道局の一部となった。翌1949年、イギリス国鉄は北アイルランドの路線をアルスター運輸局 (Ulster Transport Authority) に移管した。イギリス本土の路線は 1950 年代から 1970 年代にかけて淘汰合理化されたが、主要路線は存続し、一部では時速 125 マイルでのインターシティ運行のために強化された。

## 車輌
- LMS の機関車 (en:Locomotives of the London, Midland and Scottish Railway)
- LMS の客車 (en:Coaches of the London, Midland and Scottish Railway)
- LMS の貨車 (en:Wagons of the London, Midland and Scottish Railway)
- LMS の列車愛称 (en:Named trains of the London, Midland and Scottish Railway)

### 保存車輌
より詳しくはLMS の機関車 (en:Locomotives of the London, Midland and Scottish Railway) を参照。
- ホーウィック・モーガル 2-6-0
- ファウラー・3F形
- 4F形 0-6-0
- ロイヤル・スコット級 4-6-0
- LMS 2-6-4T蒸気機関車 (スタニア・3気筒)
- スタニア・モーガル 2-6-0
- スタニア・5型 4-6-0
- ジュビリー級 4-6-0
- プリンセス・ロイヤル級（英語版）
- コロネーション級
- スタニア・8F形 4-6-0
- フェアバーン・2-6-4T形
- LMS 2形2-6-0蒸気機関車
- LMS 2形2-6-2T蒸気機関車
- LMS 4形蒸気機関車

## 塗装
四大私鉄の蒸気機関車はグレート・ウェスタン鉄道を除き基本的に入替・貨物・貨客両用機は黒地塗装になっていたが、LMSはこれに加え普通旅客機でも黒を採用しており、有彩色の地色は急行旅客用の機関車のみで基本的に小豆のような赤地（クリムソンレイク）に黒枠で薄黄色の帯（ストローライン）、貨客両用と普通旅客機が黒地に赤帯、貨物機と入替機が黒一色であった。客車は急行用機関車と同じクリムソンレイクに金帯である。

## 運河
LMS は、モントゴメリシャー運河 (Montgomeryshire Canal)、エレスメア運河 (Ellesmere Canal)、チェスター運河 (Chester Canal) を含む多数の運河を所有していた。
この運河の多くは LMS 主導で議会法 (Act of Parliament) により放棄された。放棄されなかった運河については国有化の際イギリス運輸委員会 (British Transport Commission) に移管され、その後さらに所有権がブリティッシュ・ウォーターウェイズ (British Waterways Board) へと移行した。 

## 人物
- 社長
  - ジョシア・スタンプ (Lord Stamp)
- 機械技師長 (en:Chief Mechanical Engineers of the London, Midland and Scottish Railway)
  - ジョージ・ヒューズ (George Hughes)
  - ヘンリー・ファウラー (Henry Fowler)
  - エルンスト・レモン (Ernest Lemon)
  - サー・ウィリアム・スタニアー (Sir William Stanier)
  - チャールズ・フェアバーン (Charles Fairburn)
  - ヘンリー・ジョージ・イヴァット (Henry George Ivatt)